# 東京都立小山台高等学校
東京都立小山台高等学校（とうきょうとりつこやまだいこうとうがっこう、英: Tokyo Metropolitan Koyamadai High School）は、東京都品川区小山に所在する東京都立高等学校。

## 概要
1922年（大正11年）、東京府立第八中学校として創立。「敬愛・自主・力行（りっこう）」を教育目標としている。
全日制課程と定時制課程が設置されている。

## 沿革
1924年（大正12年）、現校地に旧校舎の一部が竣工した。府立八中が小山の地に決定した経緯は分かっていないが、当時東急目蒲線（現：東急目黒線）が開設目前であり、東京府が今後この地域が住宅地域の中心となることを予想したのではないかとされている。当初の目蒲線の予定路線は現在より北側となっていたらしく、それに合わせて正門を北側に設けたところ、実際には南側を通ることとなり、当時の小山駅（現：武蔵小山駅）からは裏門が近いという結果となった。
当時は急激な宅地化に伴い、荏原郡周辺一帯の旧制中学校への進学率が急増していた頃であり、仮校舎でもまず授業を始めるという住民の思いも後押しして、順次旧制中学や高等女学校が開設されていった。
1943年（昭和18年）に都制施行に伴い、東京都立第八中学校と改称。戦後の学制改革により東京都立第八新制高等学校、1950年（昭和25年）に東京都立小山台高等学校と改称する。都立第八新制高等学校から校名を変更する際、「武蔵」「西陵」「小山」などが新校名の候補となった。所在地の町名から「小山高校」が検討されたが、栃木県立小山高等学校と混同される恐れがあるとして、地元に親しみのある隣接町名の「小山台」の「台」が付けられた。
1950〜1960年代は、連年東京工業大学合格者数全国1位を達成。古くから理工系の大学進学に強い高校として知られている。また、東京大学合格者数も全国ベスト10に入る年もあった。
2004年（平成16年）度から都の重点支援校として3年間の指定を受けたことを契機に学校改革が推進されるようになった。土曜授業の復活、120講座を超える長期休業中の講習やサテライト講習の導入など進学指導体制の確立を目指した改革が行われ、難関大学への進学実績が徐々に向上している。
2007年（平成19年）には、難関大学への進学実績向上を目指す都立高校として駒場・国分寺・新宿・町田の各校と共に「進学指導特別推進校」に指定された。現在、一般入試においては都の共通問題を全科目で使用している。

### 年表
- 1922年（大正11年）8月24日 - 東京府荏原郡平塚村小山に東京府立第八中学校として設立。
- 1935年（昭和10年） - 東京府立第八夜間中学校（現在の定時制の前身）が設立。
- 1943年（昭和18年）7月1日 - 都制施行により東京都立第八中学校と改称。
- 1948年（昭和23年）4月1日 - 学制改革により東京都立第八新制高等学校となる。普通科を設置。
- 1950年（昭和25年）1月26日 - 東京都立小山台高等学校と改称。男女共学開始。
- 1952年（昭和27年） - 学区合同選抜制度導入。
- 1967年（昭和42年） - 学校群制度導入、田園調布高校と14群を組む。
- 1982年（昭和57年） - グループ合同選抜制度導入、大崎・八潮・大森・田園調布・南・大森東・雪谷・羽田・蒲田の各校と12グループを組む。
- 1985年（昭和60年） - 校舎・校庭改築工事完了[6]
- 1994年（平成06年） - 現在の単独選抜制度を導入。
- 2004年（平成16年） - 都の重点支援校に指定（2006年〈平成18年〉まで）。
- 2007年（平成19年） - 進学指導特別推進校に指定。
- 2023年（令和05年） - 創立100周年を迎える。

## 教育
- 伝統的に理系教育が盛んである。土曜日などに「理科講義実験」が開かれ、化学、物理、生物の3分野で高度な実験や講義が実施されている。
- 大学や企業が主催した実習会や講演活動も多く開催される。
- 年20回の土曜授業を行っている。

## 校歌
- 『東京都立小山台高等学校校歌』（作詞：栗原源七、作曲：平井康三郎）

## 交通アクセス
- 東急目黒線武蔵小山駅西口よりすぐ

## 班活動
部活動のことを班活動と呼称している。
野球班は、2014年の選抜に21世紀枠として出場。都立高校としては史上初の「春の選抜」出場校となった。夏の東東京大会でも18年、19年と2年連続で決勝に進出するなど都立としては有数の強豪である。なお、同校の野球部はスポーツ推薦を実施していない。
| - ラグビー - サッカー - 硬式野球 - 春の甲子園に21世紀枠として出場（2014年） - 男女バスケットボール - 男女バレーボール - バドミントン - 陸上競技 - 水泳 - 硬式テニス - ソフトテニス - 器械体操 - 卓球 - 剣道 - ダンス - 全国大会出場（2019年） | - ブラスバンド - 天文 - 弦楽 - 化学 - 美術 - 生物 - 物理ラジオ - 将棋 - 茶道 - ホームサークル - KBS（放送） - ESS - 演劇 |

## 行事
- 合唱コンクールは例年6月に日比谷公会堂で行われていたが、現在同施設が工事中のため、府中の森公園で行われている。全学年課題曲は校歌である。
- 文化祭は、例年9月上旬に実施される運動会と併せて「寒菊祭」と呼ばれる。文化祭は9月下旬に行われることが多い。2日間行われ、両日とも一般公開されている。
- 運動会は、生徒が赤、白、青、黄の4つの団に分かれて競技をする。各団による応援合戦が名物となっている。

## 関連団体
- 公益財団法人 小山台教育財団 - 本校の後援会。小山台会館を持つ。活動の大きな柱である国際交流事業では、小山台生やその卒業生・親族を中心にイギリス・ドイツへの語学研修生・留学生を毎年30名前後3週間派遣する一方、同時期に受け入れ事業を行っている。他にもサテライト授業や小山台高校の各種イベントの協力を行っているほか、地域活動として文化教室などを開催している。
- 菊桜会（同窓会） - 小山台教育財団と共に環境整備を行っている。

## 進路状況
|          | 東京大 | 京都大 | 一橋大 | 東京 工業大 | 北海道 大 | 東北大 | 名古屋 大 | 大阪大 | 神戸大 | 九州大 | 筑波大 | 備考               |
| -------- | ------ | ------ | ------ | ----------- | --------- | ------ | --------- | ------ | ------ | ------ | ------ | ------------------ |
| 2021年度 | 3(2)   | 1(0)   | 2(1)   | 5(1)        | 3(1)      | 4(1)   | 3(0)      | 1(0)   | 2(1)   | 1(0)   | 8(1)   | 数値は合計（既卒） |
| 2022年度 | 0      | 0      | 2      | 8           | 7         | 3      | 0         | 1      | 1      | 3      | 3      |                    |

|          | 早稲田 大 | 慶応 義塾大 | 上智大 | 東京 理科大 | 明治大 | 青山 学院大 | 立教大 | 中央大 | 法政大 | 学習院 大 | 国際 基督教 大 | 津田塾 大 | 東京 女子大 | 日本 女子大 |
| -------- | --------- | ----------- | ------ | ----------- | ------ | ----------- | ------ | ------ | ------ | --------- | -------------- | --------- | ----------- | ----------- |
| 2022年度 | 70        | 25          | 32     | 29          | 106    | 59          | 63     | 72     | 67     | 13        | 0              | 6         | 5           | 13          |

## 著名な出身者

### 政治・行政
- 中川嘉美 - 元衆議院議員、元参議院議員
- 栗原祐幸 - 元労働大臣、元防衛庁長官、元参議院議員、元衆議院議員
- 菅直人 - 元内閣総理大臣、元副総理兼財務大臣、元厚生大臣（宇部高校から転校）
- 原田義昭 - 元衆議院議員、元環境大臣、元通産省官僚（修猷館高校から転校）
- 最上進 - 元参議院議員
- 鈴木文彦 - 元ジュネーブ国際機関代表部大使、元外務省国際連合局長
- 竹中繁雄 - 元駐トルコ大使、元法務省入国管理局長、元アジア生産性機構事務総長
- 都倉栄二 - 元駐スウェーデン・アイスランド・ハンガリー・イスラエル大使 / 都倉俊一の父
- 福川伸次 - 元通産事務次官、東洋大学理事長
- 黒田眞 - 元通産審議官、元三菱商事副社長
- 大堀太千男 - 元警視総監、元阪神高速道路公団理事長
- 栢原英郎 - 元運輸省技術総括審議官、元土木学会会長
- 松川隆志 - 元北海道開発事務次官、元日本酒類販売社長、元大蔵官僚

### 経済
- 御手洗肇 - 元キヤノン社長
- 御手洗冨士夫 - キヤノン社長兼CEO、元日本経団連会長（佐伯鶴城高校から転校）
- 勝田泰久 - 元りそなホールディングス社長、元りそな銀行頭取
- 西尾清光 - 元千代田化工建設社長、元日本プロジェクトマネジメント協会会長
- 水野幸男 - 元NEC副社長、元情報処理学会会長
- 宗岡正二 - 新日鐵住金会長兼CEO、全日本柔道連盟第4代会長
- 一柳東一郎 - 元朝日新聞社社長
- 中西宏明 - 日立製作所社長、日本経団連会長
- 鎌田和彦 - オープンハウスグループ取締役副社長、インテリジェンス＜現・パーソルキャリア＞創業者兼元代表取締役社長
- 滝久雄 - ぐるなび創業者

### 法曹
- 河上和雄 - 元最高検検事、元東京地検特捜部長、コメンテーター
- 矢村宏 - 裁判官
- 笠間治雄 - 元検事総長

### ジャーナリズム
- 筑紫哲也 - キャスター（沼津東高校から転校・故人）
- 宮川泰夫 - フリーアナウンサー、元NHKアナウンサー
- 金澤利夫 - 元NHKアナウンサー
- 米澤太郎 - NHK長野放送局アナウンサー
- 牛尾淳 - フリーアナウンサー
- 朝岡聡 - フリーアナウンサー、元テレビ朝日アナウンサー
- ジョージ・フィールズ - 評論家
- 山川千秋 - 元フジテレビ記者、キャスター
- 和田郁夫 - 元NHK記者
- 岡倉徹志 - 元毎日新聞編集委員

### 学問
- 青木昌彦 - スタンフォード大学名誉教授、京都大学名誉教授、中国人民大学名誉教授
- 浅古弘 - 法学者、早稲田大学名誉教授
- 佐田登志夫 - 理化学研究所副理事長、豊田工業大学副学長
- 木下英夫 - 倫理学者、横浜国立大学教授
- 楠本史郎 - キリスト教神学者、北陸学院大学学院長
- 玉木久夫 - 計算機科学者、明治大学教授
- 内田貴 - 民法学者、東京大学名誉教授
- 斎藤茂太 - 精神科医・作家
- 皆川達夫 - 音楽学者、立教大学名誉教授
- 菅野卓雄 - 電子工学者、元東洋大学学長、紫綬褒章
- 久保欣哉 - 商法学者、一橋大学名誉教授
- 長谷川正安 - 憲法学者、名古屋大学名誉教授
- 海老坂武 - フランス文学者
- 大和英成 - 地理学者、駒澤大学教授
- 松下倫士 - 作曲家・ピアニスト、東京音楽大学非常勤講師、洗足学園音楽大学非常勤講師
- 竹内敬人 - 化学者、東京大学・神奈川大学名誉教授
- 松前健 - 神話学者、天理大学教授、立命館大学教授、大阪成蹊女子短期大学教授、奈良大学教授
- 長野泰彦 - 言語学者
- 安田常雄 - 歴史学者[要出典]
- 末成道男 -文化人類学者、元東京大学教授[要出典]

### 芸能・文化
- 双葉十三郎 - 映画評論家
- 渡邉暁雄 - 指揮者
- 渡邊浦人 - クラシック音楽作曲家
- 秋山庄太郎 - 写真家
- 河村弘二 - 俳優、声優
- 熊倉一雄 - 俳優、声優、演出家
- 渡辺祐介 - 映画監督、脚本家[11][12]
- 関屋晋 - 合唱指揮者
- 平井照敏 - 俳人
- 山田洋次 - 映画監督（空襲のため他校へ転校）
- 小林道夫 - チェンバロ奏者
- 雁屋哲（本名：戸塚哲也） - 漫画原作者
- 真樹日佐夫 - 漫画原作者、小説家、空手家
- 押井守 - アニメーション作家
- 田代久雄 - 俳優
- 久保こーじ - 音楽家
- 高橋健太郎 - 音楽評論家、音楽プロデューサー
- 山崎バニラ - 活弁士
- 広瀬えり子 - 女優、モデル
- 福田明日香[13]（定時制） - 元歌手

### スポーツ
- 鈴木保男 - 元サッカー選手、日本代表
- 加納孝 - 元サッカー選手、日本代表
- 三村恪一 - 元サッカー選手、日本代表
- 村形繁明 - 元サッカー審判員、第1回日本サッカー殿堂入り、元三井物産カルカッタ支店長
- 淵田敬三 - 浦和レッドダイヤモンズ社長
- 伊藤優輔 -プロ野球選手読売ジャイアンツ→福岡ソフトバンクホークス投手
- 川合カイト - ラグビー選手
- 三枝千晃 - 女子ラグビー選手

### その他
- 冨士信夫 - 歴史家、元海軍少佐
- 向山洋一 - TOSS (Teacher's Organization of Skill Sharing) 代表、元小学校教師
- 田川伸一郎 - 教育者、スクールバンドサポーター、元小学校音楽教師
- 高木実 - 地図切手研究家、元学校法人高木学園理事長

## 著名な教職員・関係者
- 加藤楸邨 - 元国語科教諭（1940年 - 1942年）、俳人、のち青山学院女子短大教授
- 西尾孝 - 元英語科教諭（1940年 - 1947年）、『西尾の実戦シリーズ』著者
- 鵜川昇 - 元国語科教諭（1949年 - 1960年）、のち桐蔭学園理事長・学校長・学長、元茗渓会理事長
- 柴野拓美 - 元数学科講師（定時制、1970年 - 1971年）、翻訳家・小説家（主にSF小説の翻訳・評論・創作）
- 平原勇次 - 保健体育科教諭、2020年現在、同校に勤務。バスケットボール国際審判員
- 福嶋正信 - 同校硬式野球部監督

## 関連作品
- 『ワル』（原作：真樹日佐夫・作画：影丸穣也、1970年） - ピカレスクアクション漫画（および映画）と銘打った、不良生徒が東大合格率で日本の五指に入る名門都立校を壟断する内容の劇画。時代背景や舞台設定が学校群制度時代の名門進学校「都立鷹ノ台高校」だが、原作者の真樹は当小山台高校出身者である。